# الودانة لدى الأطفال
الودانة لدى الأطفال هي أكثر أسباب القزامة شيوعًا؛ إذ تعتبر مسؤولة عن 70% من جميع حالات القزامة. يمكن تصنيف الودانة ضمن نمط «القزامة غير المتناسبة». يرتبط هذا المرض بطفرة مستقبل عامل نمو الأرومة الليفية الثالث. يصيب هذا المرض أكثر من 250,000 شخص حول العالم. يمكن أن تُشخص الودانة بين مرة من كل 10,000 ولادة حية ومرة من كل 30,000 ولادة حية.
تشمل أعراض الودانة قصر القامة والجذع الطويل والنحيل وقصر الأجزاء الدانية من الأطراف وكبر حجم الرأس ونقص تنسج المنطقة الوسطى من الوجه وفرط بسط المفاصل من بين أعراض أخرى. يُعرف عن الودانة تسببها بآفات في الجهاز العصبي المركزي إضافة إلى المظاهر الجسدية السابقة. يصل الطول الوسطي للشخص البالغ المصاب بالودانة إن كان رجلًا أو امرأة إلى 120 سنتيمترًا، على الرغم من إمكانية بلوغ المصاب حدًا أعلى يبلغ 148 سنتيمترًا. يملك الأفراد المصابون بالودانة جذعًا طويلًا وعضدين قصيرين وفخذين قصيرين. يملك هؤلاء الأشخاص مستوى ذكاء طبيعيًا ويمكن أن يعيشوا حياتهم بشكل منتج ومستقل.

## الصورة السريرية
يما أن الأطفال المصابين بالودانة يملكون مورثات مختلفة، من المتوقع أن تختلف دورة النمو لديهم عن الأطفال غير المصابين بالودانة. من المتوقع أن يعاني الطفل المصاب بالودانة من الشخير لأن الطرق التنفسية العلوية لديه تكون صغيرة مقارنة بأقرانه. لا يوجد بيانات موثوقة تؤكد ترافق الودانة بمشاكل تنفسية. على الرغم من نقص الحجوم الرئوية لدى الأطفال المصابين بالودانة، لا يبدو أن هذا الأمر يؤدي إلى مشاكل تنفسية.
عادة ما تتأخر معالم التطور الحركي لدى الأطفال المصابين بالودانة، كما يعانون عادة من التهاب الأذن الوسطى وتقوس الطرفين السفليين. يجب مراقبة الرضع المصابين بالودانة بشكل دقيق خلال السنوات الأولى من الحياة للبحث عن مشاكل صحية أو الحاجة إلى دعم. يجب مراقبة السمع والبصر لدى الرضيع والطفل المصاب على مر سنوات الطفولة.
إلى جانب تطور السمع والبصر، ليس من المضمون أن تتطور وضعية قامة الطفل بشكل طبيعي لتدعم جسده. يمكن أن يعاني الأطفال المصابون بالودانة من اضطراب الكلام خلال السنوات الأولى من الحياة. إذا عانى الطفل المصاب بالودانة من تأخر في أي من المجالات السابقة، يجب أخذه إلى طبيب الأطفال للمساعدة على إعادته إلى المستوى الطبيعي. يمكن أن يعاني الأطفال الصغار من مشاكل صحية مرتبطة بانسداد الطرق التنفسية العلوية.
يُلاحظ لدى الطفل المصاب بالودانة تعرق مفرط مقارنة ببقية الأطفال. يجب مراقبة النظام الغذائي بشكل دقيق لأنهم أكثر عرضة للبدانة في المراحل المبكرة من الحياة. يجب تحديد نظامهم الغذائي ليشمل حصصًا غذائية أقل من الأطفال غير المصابين بالودانة. يكثر حدوث داء القلس المعدي المريئي لدى الأطفال المصاب
ين بالودانة أيضًا ويجب مراقبة أعراضه بشكل جيد إذا أدى إلى تفاقم المشاكل الصدرية الموجودة مسبقًا لدى هؤلاء الأطفال. يحدث لدى معظم الأطفال الرضع المصابين بالودانة حداب ظهري قطني، ويجب معالجة هذا الحداب بشكل دقيق ليتمكنوا من الحصول على وضعية قامة صحية. إذا لم يُراقب الحداب بشكل دقيق أو إذا عولج بشكل خاطئ، يمكن أن يؤدي فيما بعد إلى حدوث التضيق الشوكي.

## التشخيص
يمكن تشخيص إصابة الطفل بالودانة منذ المراحل منذ الحياة الجنينية. تُشخص غالبية الحالات بدءًا من الأسبوع الحملي السادس والعشرين. يولد 85% من المصابين بالودانة لأبوين طبيعيي الطول ليسا مصابين بالودانة. لكن 75% من مجموع الحالات تنتج عن طفرات جينية جديدة كليًا. أما إذا كان الوالدان مصابين بالودانة، يزداد خطر حدوث المشاكل الصحية المهددة للحياة.

## التدبير
يحتاج الأطفال المصابون بالودانة إلى عناية خاصة مع نموهم وتقدمهم في السن. يجب تعديل البيئة المنزلية للطفل المصاب بالودانة بشكل يتناسب مع طفل مصاب بطفرة في النمو. يجب أخذ الألعاب بعين الاعتبار وتعديلها لتتناسب مع حاجات الطفل أو حجمه مثل الدراجات والدراجات الثلاثية ومعدات اللعب في الحديقة الخلفية. يجب تعديل تجهيزات المنزل الأخرى لتصبح في متناول الطفل المصاب مثل مقابض الأبواب والمفاتيح الكهربائية. بما أن الأطفال المصابين بالودانة يميلون لامتلاك وضعية قامة ضعيفة، يجب أخذ الوسائد الداعمة بعين الاعتبار إضافة إلى مقاعد مناسبة لأقدامهم عند الجلوس.
لكي يتطور الطفل المصاب بالودانة على أكمل وجه، يجب إدخال تمارين مثل ركوب الدراجة أو السباحة ضمن نظام حياته اليومي. يمكن أن تساعد هذه النشاطات على تقوية الأطراف ووضعيه الجسد وتفيد في الوقاية من مشاكل العمود الفقري مثل الحداب الظهري القطني والتضيق الشوكي. يجب تجنب النشاطات الأخرى مثل ألعاب القوى أو الرياضات العنيفة لأنها تؤدي إلى تنكس الدعم الهيكلي الظهري والقوام. يجب العمل مع الأطفال المصابين بالودانة يوميًا للتدرب على المهارات اللفظية، وذلك لمساعدتهم على تجاوز مشاكل النطق التي قد تواجههم.

## الشيوع
تعتبر ولادات الأطفال المصابين بالودانة عشوائية تمامًا لذلك لا يزداد احتمال ولادة طفل مصاب بالودانة عند والدين أنجبا طفلًا مصابًا في السابق. هناك طرق خاصة لتربية الطفل المصاب بالودانة لتحقيق الفائدة على نموه وتقدمه في السن. من أجل حصولهم على أفضل الفرص الممكنة، يجب تربية الأطفال المصابين بالودانة بشكل أكثر رعاية وحذرًا من بقية الأطفال.